# Saxifraga elatinoides
Saxifraga elatinoides är en stenbräckeväxtart som beskrevs av Hand.-mazz.. Saxifraga elatinoides ingår i Bräckesläktet som ingår i familjen stenbräckeväxter. Inga underarter finns listade i Catalogue of Life.